# Wissenschaftliche Buchgesellschaft

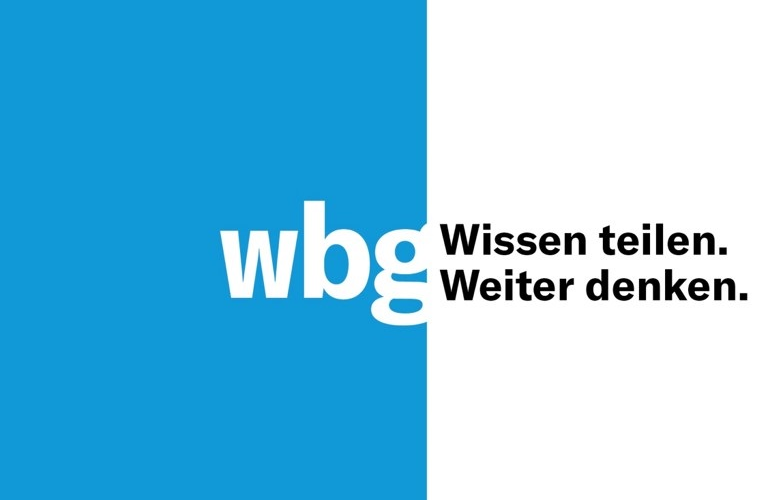
Logo der wbg 2021

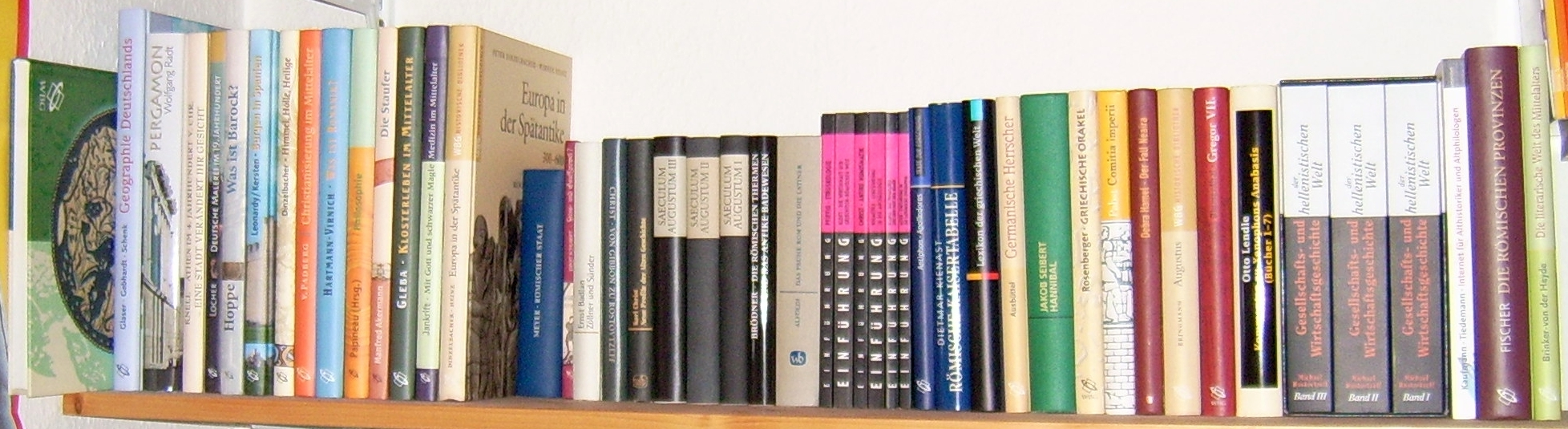
Bücher des Verlages

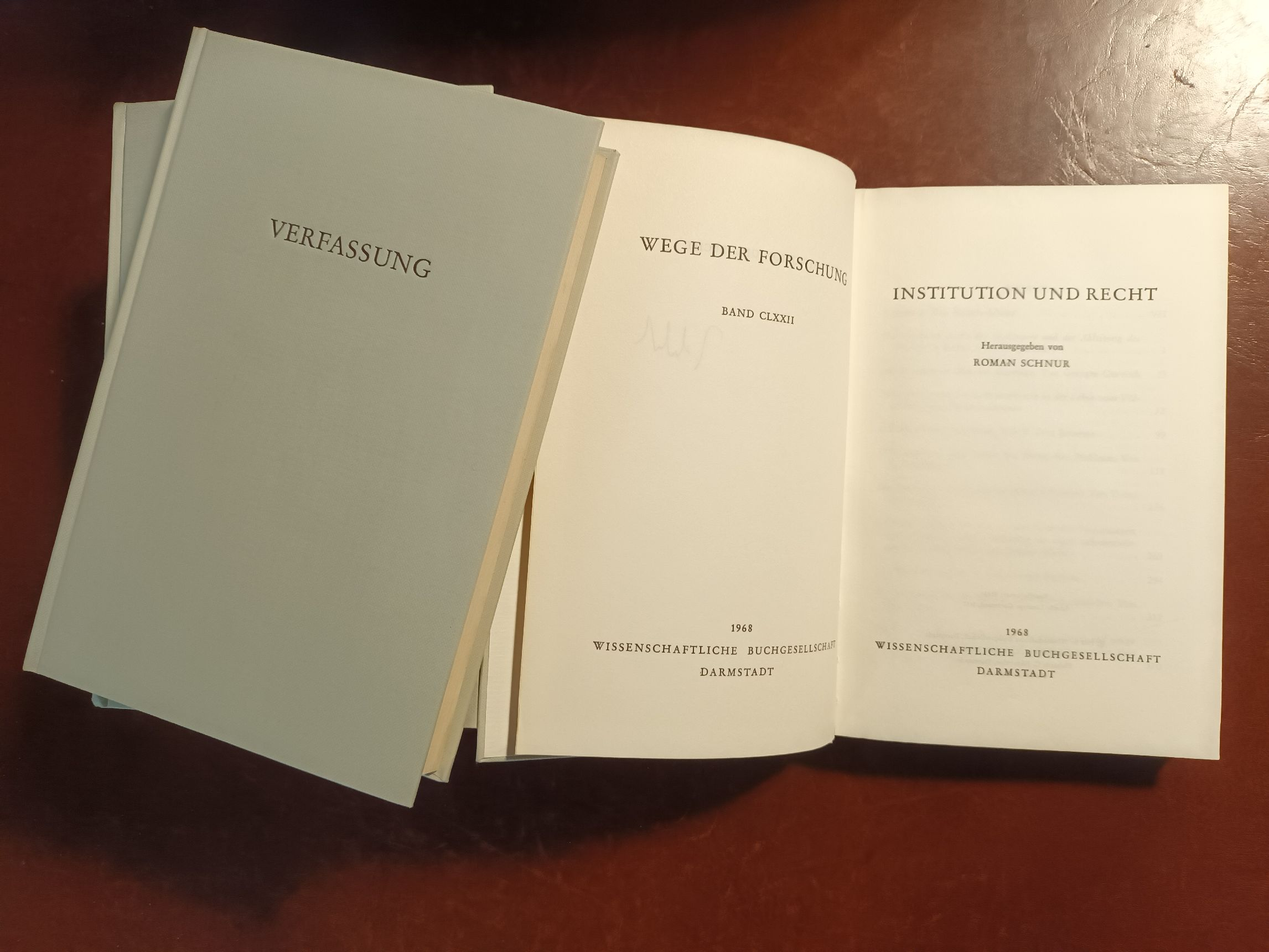
Buchreihe „Wege der Forschung“

Die Wissenschaftliche Buchgesellschaft (wbg; bis März 1955 Wissenschaftliche Buchgemeinschaft, ab 2018 wbg – Wissen. Bildung. Gemeinschaft) war ein deutscher Verlag in der Rechtsform eines wirtschaftlichen Vereins durch staatliche Verleihung des Landes Hessen gem. § 22 S. 1 BGB. Der Geschäftssitz war Darmstadt. Die wbg zählte zu den größten Buchgemeinschaften im deutschsprachigen Raum. Nach der Insolvenz des Verlages im Herbst 2023 ist die wbg seit dem 2. Januar 2024 ein Imprint des Verlags Herder.

## Geschichte

### Verlagsgründung
Am 12. Januar 1949 erfolgte in Tübingen die Gründung des Vereins Wissenschaftliche Buchgemeinschaft e. V., der es sich zunächst zur Aufgabe machte, die im Zweiten Weltkrieg verlorengegangene Fachliteratur nachzudrucken. Zu den Unterzeichnern der Gründungsurkunde gehörten namhafte Tübinger Professoren, wie der Altphilologe Walter F. Otto und der Theologe Adolf Köberle, außerdem bekannte Wissenschaftsfunktionäre aus der Zeit des Nationalsozialismus wie Gerhard Fricke und Ernst Anrich, der zum ersten Direktor gewählt wurde. Wenig später konnte der SPD-Politiker Carlo Schmid, damals Professor für Öffentliches Recht an der Universität Tübingen, für den ersten Vorstand gewonnen werden. Bereits 1950 trat der Berliner Philosoph Wilhelm Weischedel in das Gremium ein, dem er bis 1975, zeitweilig als dessen Vorsitzender, angehörte.
Im Juni 1949 wandte sich der Verein erstmals an die Öffentlichkeit: „Von ganzen Epochen unserer Geschichte sind die unmittelbaren Zeugnisse deutscher Kultur zerstört. Gleichzeitig wurde ein großer Teil des deutschen wissenschaftlichen Buchbestandes in öffentlichen Bibliotheken, Verlagen, Antiquariaten und Zehntausenden von persönlichen Bibliotheken vernichtet. Der deutsche Verlagsbuchhandel kann die riesige Lücke in der nächsten Zeit nicht schließen. […] Aber der geisteswissenschaftliche deutsche Buchbestand kann in seinen wesentlichen Werken neu erstellt werden, wenn wir alle unmittelbar zusammentreten zu einer großen Genossenschaft […] und uns selbst diese Bücher wieder neu drucken. […] Aus all diesen Erwägungen heraus wurde im Januar dieses Jahres die ‚Wissenschaftliche Buchgemeinschaft e. V.‘ gegründet. Sie ruft jetzt, nachdem sorgfältig die weiteren Vorarbeiten geleistet worden sind und ein großer Fachkreis zur wissenschaftlichen Beratung zusammengetreten ist, alle Studenten, alle Studienräte, Juristen, Geistlichen, Ärzte, Lehrer, Naturwissenschaftler, alle Gebildeten und Buchliebhaber unseres Volkes, alle Bibliotheken, Schulen, Volkshochschulen usw. zu diesem großen Zusammenschluß auf.“
Nach ersten Anlaufschwierigkeiten gewann die wbg innerhalb weniger Jahre mehrere tausend Mitglieder, die ihren Verein auch mit Kleinkrediten unterstützten, so dass die Neugründung sich stabilisieren konnte. Um betriebswirtschaftliche Risiken auszuschließen, bot die wbg in den ersten Jahren ihres Bestehens alle Buchtitel zunächst nur zur Subskription an. Die eigentliche Produktion und Auslieferung der Bücher erfolgte erst dann, wenn genügend verbindliche Vorbestellungen für einen Titel vorlagen, um diesen kostendeckend zu verlegen.

### Ausbau in den 1950er und 1960er Jahren

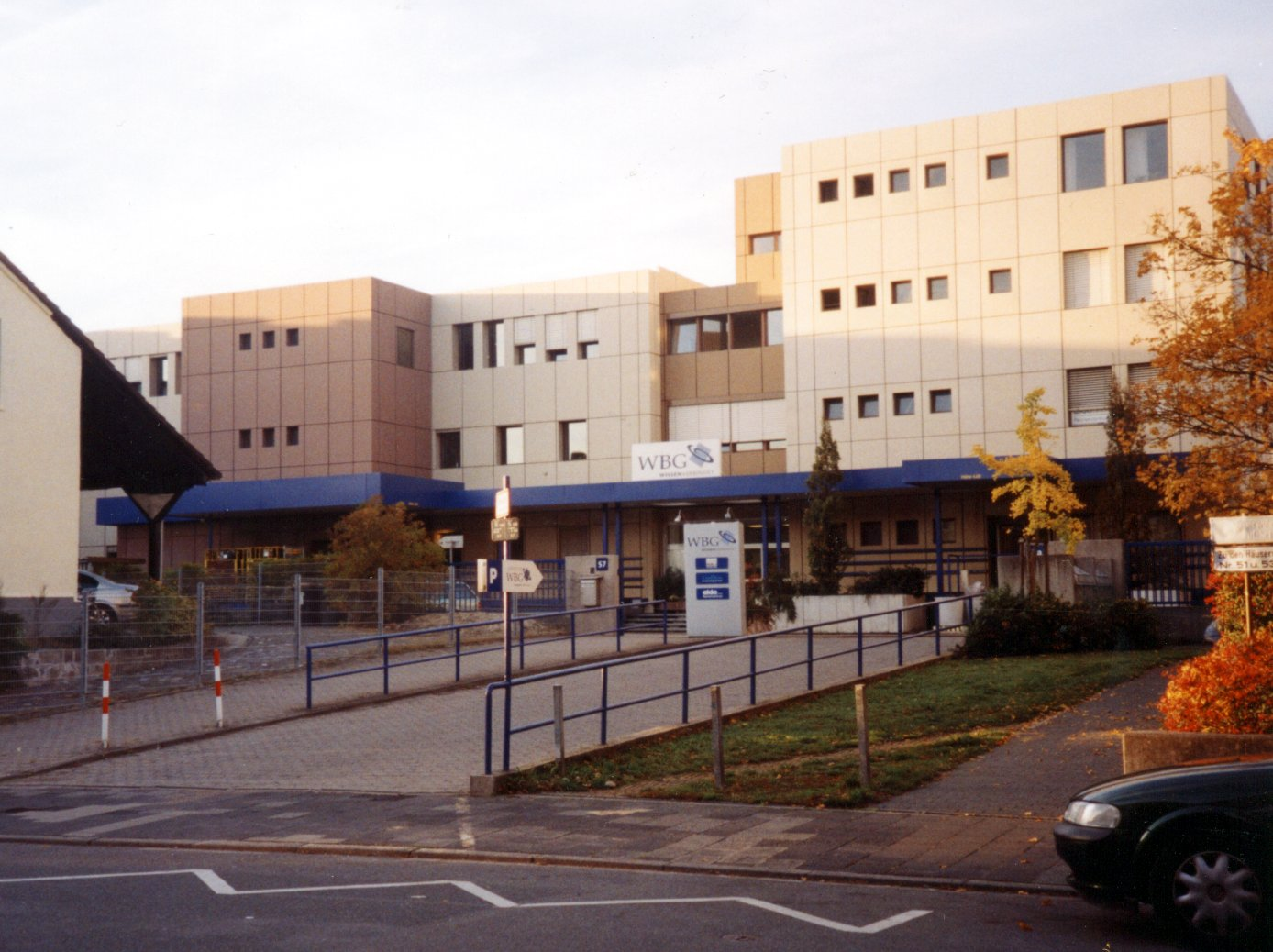
Das alte Verlagshaus der wbg in Darmstadt

Im Jahr 1953 wurde der Firmensitz von Tübingen nach Darmstadt verlegt, weil die Stadt und das Land Hessen der „rauchfreien Industrie“ gute Rahmenbedingungen boten. 1955 kam es zur Namensänderung: aus der Buchgemeinschaft wurde eine Buchgesellschaft. Ein Jahr später verlieh das Land Hessen den Status eines wirtschaftlichen Vereins an die wbg, da der ursprüngliche Zusammenschluss von Akademikern schnell zu einem Wirtschaftsunternehmen angewachsen war. Ende der 1950er Jahre hatte die wbg schon mehr als 20.000 Mitglieder. Im Jahreskatalog 1959 wurden 650 Titel aus über 17 Fachgebieten angeboten.
1961 nahm die wbg eine eigene Offsetdruckerei am Unternehmenssitz in Betrieb, nur ein Jahr später folgte eine Buchbinderei. Der Firmensitz in Darmstadt wurde stetig räumlich erweitert, so dass nun der gesamte Buchproduktionsprozess hausintern vor Ort erfolgen konnte. Schon am Ende der 1950er Jahre hatte man mit dem Aufbau einer eigenen Lektoratsabteilung begonnen, weil die wbg nicht mehr nur Nachdrucke älterer Titel lieferte, sondern auch eigene Neuerscheinungen produzierte.

### Die „Causa Anrich“
Initiator der Vereinsgründung 1949 war der NS-Historiker Ernst Anrich, der nach dem Ende der Reichsuniversität Straßburg anstellungslos geblieben war. Der überzeugte Nationalsozialist Anrich hielt sich jedoch zunächst im Hintergrund, um die Vereinszulassung durch die französischen Besatzungsbehörden nicht zu gefährden. Anrich trat anfangs nur als Vorstandssekretär auf; erst 1953 wurde er offiziell Geschäftsführer und Vorstandsmitglied. Im Juni 1966 sprach Anrich auf dem Parteitag der NPD, deren Parteipräsidium er seit 1964 angehörte. In seiner Rede lehnte er die bestehende freiheitlich-demokratische Grundordnung der Bundesrepublik ab und forderte indirekt die Erneuerung der Volksgemeinschaft und den Aufbau einer „Nationaldemokratie“, woraufhin der Vorstand der wbg seine sofortige Entlassung veranlasste. Zugleich wurde jedoch die volle Gehaltsfortzahlung bis zu seinem 65. Lebensjahr und der Fortbestand seiner Pensionsansprüche beschlossen.
Die Geschäftsleitung Anrichs blieb nicht ohne Auswirkung auf das Verlagsprogramm der wbg, in dem auch einzelne NS-belastete Wissenschaftler Veröffentlichungsmöglichkeiten fanden. So erschienen die Werke des Germanisten Gerhard Fricke, der 1933 als „Brandredner“ bei der Bücherverbrennung in Göttingen aufgetreten war, bei der wbg. wbg-Autoren waren auch der NS-Ideologe Otto Höfler sowie Vertreter der irredentistischen NS-Westforschung wie Hermann Aubin, Franz Steinbach und Franz Petri. Die Veröffentlichungen von NS-Historikern wie Günther Franz blieben jedoch Einzelfälle. Das Buchprogramm der wbg wurde insgesamt nicht von diesen dominiert. Karl Ferdinand Werner kam in seiner Untersuchung „Das NS-Geschichtsbild und die deutsche Geschichtswissenschaft“ im Hinblick auf die wbg insgesamt zu dem Ergebnis, dass unter der Leitung von Ernst Anrich „hin und wieder […] gewisse Tendenzen […] sichtbar wurden“.
Anlässlich des 60-jährigen Jubiläums der wbg 2009 veranlasste der damalige Geschäftsführer Andreas Auth die erstmalige Aufarbeitung der Anfangsphase der wbg, nachdem bei den Feiern zum 50. Jubiläum 1999 die Rolle Ernst Anrichs bei der Gründung der Buchgemeinschaft vollständig verschwiegen worden war. Dieses Verhalten war auf öffentliche Kritik gestoßen. In der Neuen Zürcher Zeitung hieß es damals: „Von einem Unternehmen, das sich dem Leitspruch ‚Vorsprung durch mehr Wissen‘ verschrieben hat, sollte man mehr Mut zur historischen Wahrheit erwarten dürfen.“

### Die 1980er Jahre
1980 wurde mit dem Journalisten Andreas Keiser, vormals Redakteur beim WDR, ein neuer Geschäftsführer für die wbg berufen. Keiser war in einer Doppelspitze mit Jürgen Bauer vor allem für den Ausbau der Marketingaktivitäten zuständig. Er gab die eher zurückhaltende Werbestrategie der wbg auf und rückte den Preisvorteil der wbg-Bücher gegenüber dem stationären Buchhandel in den Vordergrund der Markenbotschaft. Dies führte jedoch zu Spannungen zwischen der wbg und den im Börsenverein des Deutschen Buchhandels vertretenen Buchhändlern. Zur ernsthaften Auseinandersetzung wurde der schwelende Streit im Mai 1982, als die Buchgesellschaft in Tübingen einen „Treffpunkt WB“ eröffnete, in dessen Schaufenster mit „Sonderausgaben“ für eine wbg-Mitgliedschaft geworben wurde. Das rief die massive Kritik der Buchhändler vor Ort hervor, die den Wettbewerbsausschuss des Börsenvereins einschalteten. In langwierigen Verhandlungen verständigte man sich darauf, keine weiteren „Treffpunkte“ zu eröffnen und die „Sonderausgaben“ schrittweise aus dem Programm zu nehmen. Das Verhältnis zum Börsenverein entspannte sich mit Amtsantritt des neuen Geschäftsführers Werner Merkle 1985, der eine enge Zusammenarbeit mit dem Sortimentsbuchhandel suchte. Im Mai 1988 wurde die wbg Mitglied des Börsenvereins.
Zudem versuchte sich die Wissenschaftliche Buchgesellschaft in den 1980er Jahren verstärkt an einer Ausweitung des Portfolios. So wurden preisreduzierte Restposten und Mängelexemplare anderer Verlage vertrieben, Reproduktionen von Kunstwerken in das Programm aufgenommen und die Buchproduktion auf Bereiche abseits der Wissenschaft, beispielsweise Reiseliteratur, Hobbybücher, Straßenkarten und Urlaubssprachkurse. Auch bot man Sprach- und Bildungsreisen sowie Fernflüge an. Diese Ausweitung der Geschäftsbereiche erwies sich jedoch genauso wenig als Erfolg wie die neue Marketingstrategie Keisers, sodass die WBG unter Werner Merkle ab der zweiten Hälfte der 1980er Jahre ihr Profil wieder zu schärfen versuchte und der wissenschaftlichen Literatur wieder einen etwas größeren Stellenwert einräumte.

### Die weitere Entwicklung von 1990 bis 2024

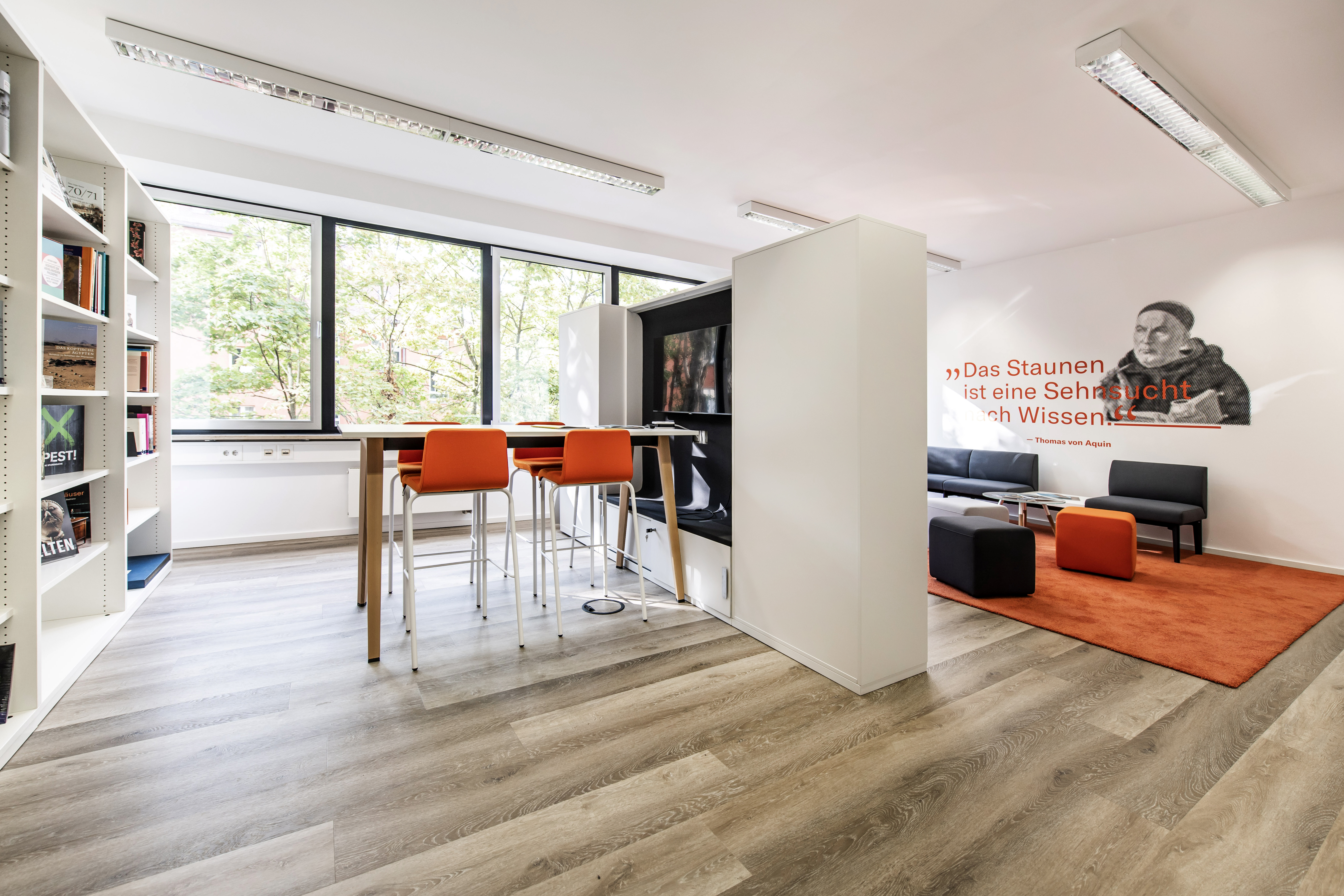
Die Büroräume der wbg in Darmstadt (Foto: 2020)

Ende der 1990er Jahre betrug der Gesamtumsatz der Verlagsgruppe, in der 104 Mitarbeiter beschäftigt waren, 40 Millionen Mark. In den Jahren zuvor wurde die wbg durch Neugründungen und Zukäufe zur Verlagsgruppe ausgebaut: 1989 gründete die wbg mit Conlibro eine eigene Versandbuchhandlung. (In den Jahren 1951 bis 1955 hatte das Unternehmen bereits die „Tübinger Versandbuchhandlung“ betrieben.) 1996 entstand das Tochterunternehmen Primus Verlag, um die eigenen Titel über den Mitgliederkreis hinaus auch im stationären Buchhandel zu vertreiben. (Zum gleichen Zweck war von 1956 bis 1959 der Hermann-Genter-Verlag betrieben worden.) 1997 kaufte die wbg den Konrad Theiss Verlag. 1999 wurde der traditionsreiche Lambert Schneider Verlag von der wbg übernommen und ab 2010 als Imprint innerhalb des Verlagsprogramms weitergeführt. 2006 schließlich wurde das renommierte Mainzer Verlagshaus Philipp von Zabern erworben. 2013/2014 wurden die Tochterverlage Primus, Theiss und Zabern vollständig in die wbg integriert und am Verlagssitz in Darmstadt konzentriert. Theiss, Primus und Philipp von Zabern werden seitdem als Imprints weitergeführt. Von der Versandbuchhandlung Conlibro hatte man sich 2006 wieder getrennt.
Im Mai 2006 beantragte die wbg mit Unterstützung des Börsenvereins des Deutschen Buchhandels eine Einstweilige Verfügung gegen Google Book Search. Die Klage wurde jedoch zurückgezogen, da die zuständigen Richter des Hamburger Landgerichts keine Verletzung des Urheberrechts erkennen konnten.

### Insolvenz und Übernahme durch den Verlag Herder
Wegen drohender Zahlungsunfähigkeit meldete die Wissenschaftliche Buchgesellschaft am 11. Oktober 2023 Insolvenz an. Als Gründe für die finanzielle Schieflage wurden allgemeine Umsatzrückgänge sowie Probleme bei der Umstellung der ERP-Software genannt. Die im Jahre 2015 von der Wissenschaftliche Buchgesellschaft eingeführte ERP-Software war Microsoft Navision.
Da die Rettung durch einen Investor oder Übernahme durch einen anderen Verlag nicht gelang, musste die wbg im Januar 2024 endgültig schließen. Teile des Verlages wurden zum 2. Januar vom Verlag Herder übernommen, die Verlagsmarken wbg, Theiss, Lambert Schneider und Philipp von Zabern werden dort bis auf Weiteres als Imprint weitergeführt.

## Mitgliederentwicklung
In den 1960er Jahren wuchs die Zahl der Mitglieder stetig von 51.000 im Jahr 1964 auf 89.000 im Jahr 1969. Nur drei Jahre später wurde die Schwelle von 100.000 Mitgliedern überschritten. 1987 schließlich gab es 150.000 Mitglieder. Im Jahre 2021 belief sich die Zahl nach Angaben der wbg auf etwa 85.000. Im Oktober 2023 hatte die WBG noch etwa 60.000 Mitglieder.

## Verlagsprogramm
Im ersten wbg-Programm waren Bücher aus den Bereichen Geschichte, Kunstgeschichte, Germanistik, Romanistik, Philosophie, Theologie und Jura zu finden. Mit der kontinuierlichen Einrichtung weiterer Fachgebiete reagierte die wbg auf die zeitgenössischen sozialen und gesellschaftlichen Entwicklungen. So wurden in den 1960er Jahren die Bereiche Politik, Soziologie und Volkswirtschaft zusätzlich in das Buchprogramm aufgenommen. Zudem wurde ein Fachgebiet Geographie eingerichtet. 1968 wurde der erste Band der noch bis in die letzten Jahre der WBG fortgesetzten renommierten Reihe „Wissenschaftliche Länderkunden“ veröffentlicht, nämlich der Titel „Tunesien“. Zu den besonders einflussreichen und bedeutenden Buchreihen der Wissenschaftlichen Buchgesellschaft gehörten daneben die „Wege der Forschung“. Mitte der 1980er Jahre begann die WBG zudem mit der Publikation von Titeln zu ökologischen und biologischen Themen wie dem Klimawandel, der Gentechnik oder der Ethik in der Biologie, um auf die wachsende gesellschaftliche Bedeutung dieser Bereiche zu reagieren.
Seit den 1990er Jahren wurde schwerpunktmäßig das Geschichtsprogramm ausgebaut, wo insbesondere Titel zur wissenschaftlichen Aufarbeitung des Nationalsozialismus mehr und mehr Platz einnahmen. So erschien die Forschungsreihe der Zentralen Stelle der Landesjustizverwaltungen zur Aufklärung nationalsozialistischer Verbrechen in Ludwigsburg seit 2003 bei der wbg. In der Reihe wurden mehr als 20 Titel veröffentlicht. Seit 2007 wurde die Reihe „Historische Bibliothek-HIB“ herausgegeben, in der die wichtigsten historischen Titel des wbg-Programms nochmals als Buchabo erschienen. Anerkannte und innovative Reihen waren zudem
- eine elfbändige Deutsch-Französische Geschichte, die in Zusammenarbeit mit dem Deutschen Historischen Institut Paris entstand,[27]
- die fünfbändige Deutsch-Polnische Geschichte, seit 2014 herausgegeben im Auftrag des Deutschen Polen-Instituts,[28]
- die wbg-Weltgeschichte, die den Anspruch hatte, die Weltgeschichte erstmalig mit einem Fokus auf globale Verknüpfungen und Verbindungen darzustellen

Die wbg baute seit einigen Jahren zur Erschließung neuer Käufergruppen ihr Angebot an Studienliteratur deutlich aus. Sie war zudem einer der führenden deutschen Verlage bei der Publikation von Ausstellungskatalogen und -bänden im historischen Segment. Pro Jahr veröffentlichte die wbg über 100 Neuerscheinungen. Daneben verlegte sie die Lizenzausgaben anderer Verlage. Alle Eigenproduktionen wurden nach Möglichkeit parallel als E-Book in den Formaten EPub und PDF herausgegeben. Insgesamt umfasste das Sortiment mehr als 3000 Bücher und über 1700 eBooks (Stand 2022).

### DieBesondere Wissenschaftliche Reihe
1952 kündigte die wbg eine neue Buchreihe an, deren Bände in einer einfachen Ausstattung und in hoher Auflage als eine Art Buchabonnement erscheinen sollten. Der Plan traf beim Großteil der Mitglieder auf Zustimmung, so dass die ersten Bände der „Billigen Wissenschaftlichen Reihe“ zum Jahreswechsel 1952/53 an 7.500 Abonnenten ausgeliefert werden konnten. In einer Zeit des Büchermangels wurde die Produktion einer Reihe preisgünstiger Bücher für die wbg zu einem anhaltenden Erfolg. Die „Billige Wissenschaftliche Reihe“ der wbg, später in „Besondere Wissenschaftliche Reihe (BWR)“ umbenannt, bestand bis zum Ende des Verlages. Im Jahr 2016 bezogen mehr als 20.000 Mitglieder die Reihe in einem jährlichen Abonnement.

### Zeitschriften

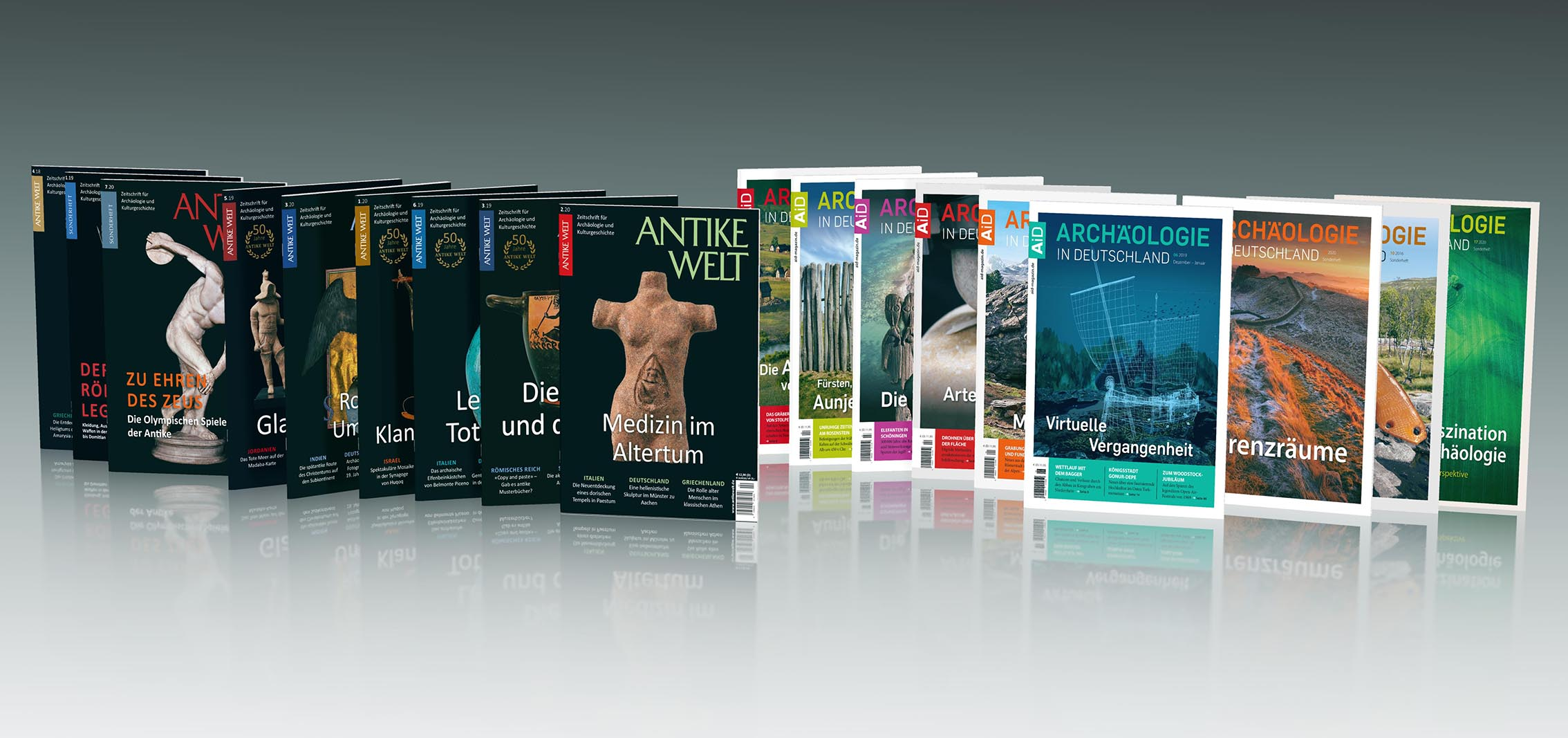
Die Zeitschriften Antike Welt und Archäologie in Deutschland erscheinen bei der wbg (Foto: 2020)

Die wbg gab seit der Übernahme der Verlage Theiss und von Zabern die Zeitschriften Archäologie in Deutschland (AiD) und die Antike Welt (AW) heraus.

### Podcast
In dem seit 2020 produzierten Podcast Was sagen Sie dazu?, moderiert von der Philosophin Rebekka Reinhard, wurde über wissenschaftliche Themen diskutiert.

## Förderung von Kunst, Kultur und Wissenschaft
Dem Satzungszweck entsprechend wurden keine Gewinne ausgeschüttet, vielmehr flossen die Gewinne der wbg zurück in das Buchprogramm. Daneben wurden die Gewinne zeitweise auch in andere Projekte investiert, etwa durch Spenden an die Initiative ArbeiterKind.de oder durch den zeitweilig bestehenden Wilhelm-Weischedel-Fonds, mit dem ab 1999 sonst nicht realisierbare Editions- und Übersetzungsprojekte gefördert wurden. 2019 und 2021 wurde mit dem wbg-Buchpreis für Geisteswissenschaften der höchstdotierte Sachbuchpreis im deutschsprachigen Raum verliehen.
2019 erhielt die wbg selbst eine der drei undotierten Auszeichnungen des Deutschen Verlagspreises.

## Vorstand
Im zehnköpfigen Vorstand der wbg waren Persönlichkeiten aus Wissenschaft, Politik und Wirtschaft vertreten. Das Gremium berief etwa den Geschäftsführer. Zuletzt gehörten unter anderem der Kirchenhistoriker Hubert Wolf, der Archäologe Hermann Parzinger sowie der Mediävist Nikolas Jaspert zu den Vorstandsmitgliedern. Wirtschaftliche Kompetenz brachte der Ökonom Michael Krupp in den Vorstand ein, langjähriger Leiter der Boston Consulting Group Deutschland und heute Generalbevollmächtigter der Degussa Bank.
Zu den bekannten Vorstandsmitgliedern gehörten außer den Genannten Adolf Köberle, Walter F. Otto, Carlo Schmid, Bernd Schneidmüller und Wilhelm Weischedel.

## Geschäftsführer
- 1953–1966 Ernst Anrich
- 1966–1980 Ernst Knauer
- 1980–1981 Jürgen Bauer (zeitweise gemeinsam mit Andreas Keiser)
- 1980–1984  Andreas Keiser (zeitweise gemeinsam mit Jürgen Bauer und Gerhard Barth)
- 1983–1985 Gerhard Barth (zeitweise gemeinsam mit Andreas Keiser)
- 1985–2000 Werner Merkle
- 2000–2002 Herbert Lindauer
- 2002–2015 Andreas Auth[37]
- 2015–2016 Beate Varnhorn (kommissarisch)[38]
- 2016–2022 Dirk H. Beenken[39]
- 2022 Beate Varnhorn und Claudia Ferber (kommissarisch)[40]
- 2023 Claudia Ferber (kommissarisch bis 06/2023), Michael Heinrich und Joseph-M. Seidel[41]